# Anabasis aphylla
Anabasis aphylla är en amarantväxtart som beskrevs av Carl von Linné. Anabasis aphylla ingår i släktet Anabasis och familjen amarantväxter. Utöver nominatformen finns också underarten A. a. rossica.